# Pyinmana
Pyinmana (birmanisch ပျဉ်းမနားမြို့, BGN/PCGN: pyinmanamyo) ist eine Holzfällerstadt östlich von Naypyidaw, der neuen Hauptstadt Myanmars.

## Bevölkerung
Die Stadt hatte bei der Volkszählung im Jahr 1983: 52.962 Einwohner. Die Bevölkerung wurde 2005 auf rund 97.400 geschätzt.

## Infrastruktur
Die Stadt ist eine Zwischenstation auf der von Überlandbussen befahrenen Strecke Yangon–Mandalay. Sie ist seit 2006 für Touristen gesperrt. Der Bahnhof der Stadt liegt ebenfalls an der Eisenbahnstrecke Yangon–Mandalay. Ferner existiert von hier eine Verbindung nach Kyaukpadaung. Die Bahn ist ein wichtiges Transportmittel zur Zuckerrohrverfrachtung.

## Geschichte
Während der Zeit der Besatzung durch die japanische Armee im Zweiten Weltkrieg diente Pyinmana als Hauptquartier der von General Aung San, dem Vater der Friedensnobelpreisträgerin Aung San Suu Kyi, geführten Widerstandsbewegung um die Burma Independence Army, BIA.
Strategische Bedeutung erhält die Stadt einerseits durch ihre zentrale Lage und anderseits dadurch, dass sie nahe den Grenzen mehrerer von großen Minderheiten (Shan, Chin und Karen) bewohnten Teilstaaten liegt, die sich teils schon seit langem in Konflikt mit der herrschenden Militärdiktatur befinden.
Am 7. November 2005 gab Informationsminister General Kyaw Hsan bekannt, dass am Vortag damit begonnen wurde, alle Ministerien und sonstigen Regierungsbehörden aus Rangun auf ein Gebiet westlich von Pyinmana zu verlegen. Hier entstand nun die Planstadt Naypyidaw. Spekulationen über derartige Pläne gab es schon seit 2001. Diese Berichte waren aber von Seiten der Regierung bis kurz vor der offiziellen Bekanntgabe als noch nicht aktuell zurückgewiesen worden.
Berichten von Exil-Birmanen zufolge wurden in Vorbereitung der Einrichtung neuer Regierungsämter westlich von Pyinmana die Universitäten der Stadt (Landwirtschaft, Bodenkultur und Veterinärmedizin) in die Städte Kyaukse, Pyin U Lwin und Mhaw Bi verlegt.